# Горошек, Павел Антонович
Павел Антонович Горо́шек (настоящая фамилия Горощик) (1925—1994) — советский военный. Участник Великой Отечественной войны. Герой Советского Союза (1943). Подполковник запаса.

## Биография
Павел Антонович Горошек (настоящая фамилия — Горощик) родился 10 июня 1925 года в деревне Новониколаевка Стерлитамакского кантона Башкирской АССР РСФСР СССР (ныне деревня Фёдоровского района Республики Башкортостан Российской Федерации) в крестьянской семье. Белорус. Окончил 7 классов школы в соседней деревне Покровка. В сентябре 1941 года П. А. Горошек поступил в Стерлитамакскую фельдшерскую школу, со второго курса которой в 1943 году был призван в ряды Рабоче-крестьянской Красной Армии Фёдоровским райвоенкоматом Башкирской АССР и направлен на курсы пулемётчиков в Рижское пехотное училище, которое находилось в эвакуации в Стерлитамаке.
В боях с немецко-фашистскими захватчиками рядовой П. А. Горошек с сентября 1943 года в должности командира пулемётного расчёта в составе 1-го мотострелкового батальона 69-й механизированной бригады 9-го механизированного корпуса 3-й гвардейской танковой армии Воронежского (с 20 октября 1943 года — 1-го Украинского) фронта. Участник битвы за Днепр. 22 сентября 1943 года передовые части 69-й бригады вышли к Днепру и на подручных средствах форсировали реку в районе села Зарубинцы Каневского района Черкасской области Украинской ССР и заняли плацдарм на правом берегу. В передовой группе был и рядовой Горошек. К семи часам утра Днепр форсировал весь 1-й мотострелковый батальон. Немцы попытались ликвидировать плацдарм, бросив в бой большое количество пехоты, танки и авиацию. Но к четырём часам вечера все атаки противника были отбиты. В ходе боя был тяжело ранен санинструктор батальона. Павел Антонович остался единственным на плацдарме медиком и поэтому был переведён в санитары. За шесть часов боевых действий рядовой Горошек оказал помощь 26 бойцам и командирам, вынес из зоны обстрела 32 раненых солдата с оружием. Когда требовала обстановка, рядовой Горошек брался за автомат, уничтожив за время боя 9 немецких солдат.

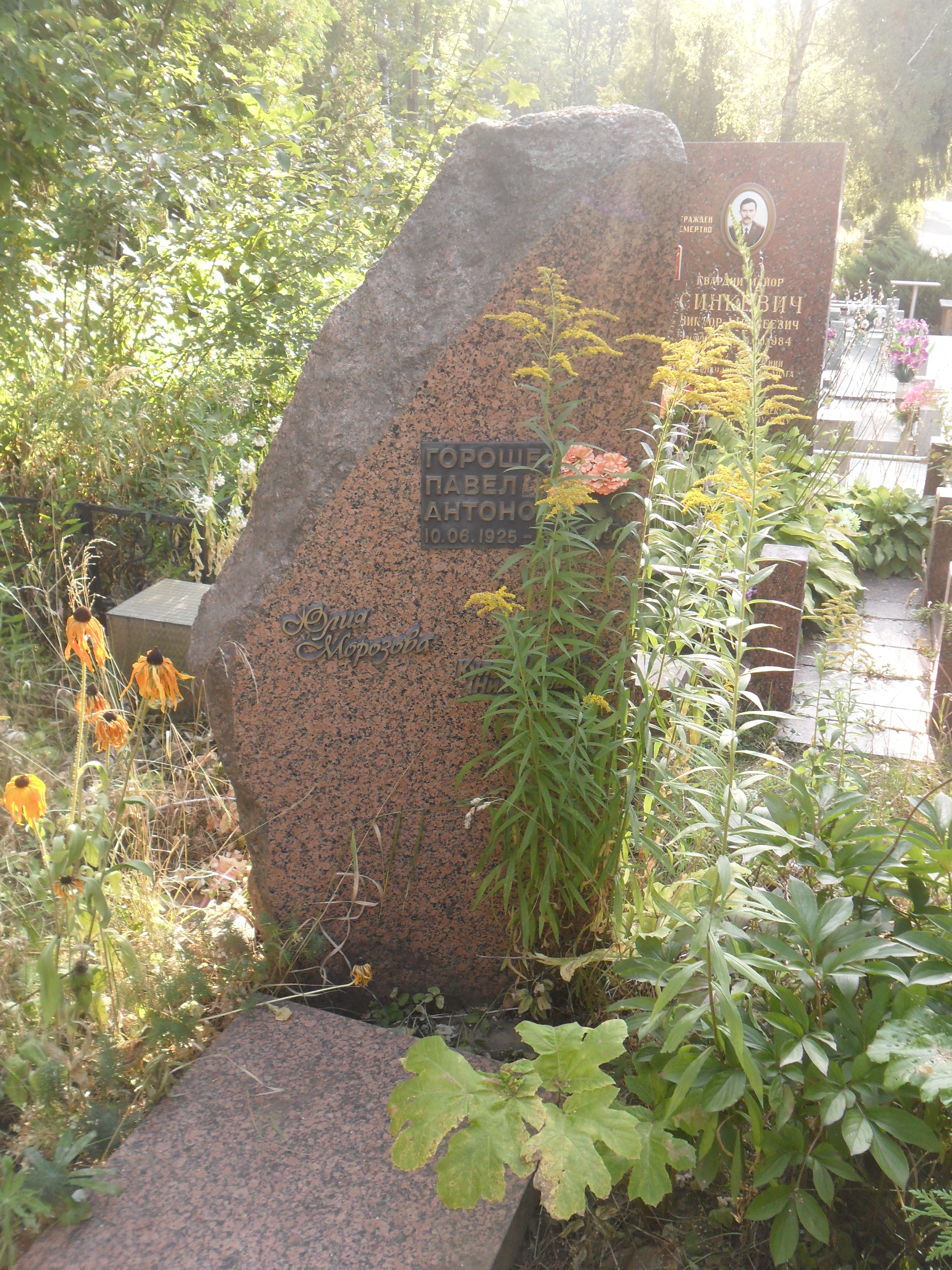
Могила Горошка на Чижовском кладбище Минска.

В последующем Павел Антонович участвовал в боях на Букринском плацдарме и в освобождении сёл Григоровка и Малый Букрин. В октябре 1943 года 69-я механизированная бригада была скрытно переброшена на Лютежский плацдарм и принимала участие в Киевской наступательной операции. 17 ноября 1943 года указом Президиума Верховного совета СССР красноармейцу Горошеку Павлу Антоновичу было присвоено звание Героя Советского Союза. По настоянию батальонного военврача рядовой П. А. Горошек так и остался санитаром. В этой должности он участвовал и в Киевской оборонительной операции. В конце декабря 1943 года Павла Антоновича откомандировали на учёбу в Саратовское танковое училище, которое он закончил в 1945 году.
После войны младший лейтенант П. А. Горошек ещё год служил в бронетанковых и механизированных войсках. В 1946 году он уволился в запас. Жил в городе-герое Минске. В 1951 году он окончил юридический факультет Белорусского государственного университета. Работал в министерстве государственного контроля Белорусской ССР, затем в Комитете государственной безопасности Белоруссии. Перед выходом на пенсию подполковник запаса П. А. Горошек занимал должность министра юстиции БССР. 19 октября 1994 года Павел Антонович скончался. Похоронен на Чижовском кладбище города Минска Республики Беларусь.

## Награды
- Медаль «Золотая Звезда» (17.11.1943)[5][6].
- Орден Ленина (17.11.1943).
- Орден Отечественной войны 1 степени (1985).
- Орден Красной Звезды — дважды (05.10.1943; ??).
- Медали.

## Память
- Мемориальная доска в честь Героя Советского Союза П. А. Горошека установлена на здании медицинского училища в городе Стерлитамаке Республики Башкортостан.
- Имя Героя Советского Союза П. А. Горошека увековечено на мемориале в парке Победы в городе Уфе Республики Башкортостан.

## Документы
- Общедоступный электронный банк документов «Подвиг Народа в Великой Отечественной войне 1941—1945 гг.» Архивировано 13 марта 2012 года. № в базе данных 150007841. Архивировано 22 сентября 2012 года., 22517529. Архивировано 22 сентября 2012 года., 150561344. Архивировано 22 сентября 2012 года., 19511837. Архивировано 29 июня 2012 года.